# Ljustjärnen (Ockelbo socken, Gästrikland, 675354-152704)
Ljustjärnen är en sjö i Ockelbo kommun i Gästrikland och ingår i Gavleåns huvudavrinningsområde.